# José Manuel de Herrera

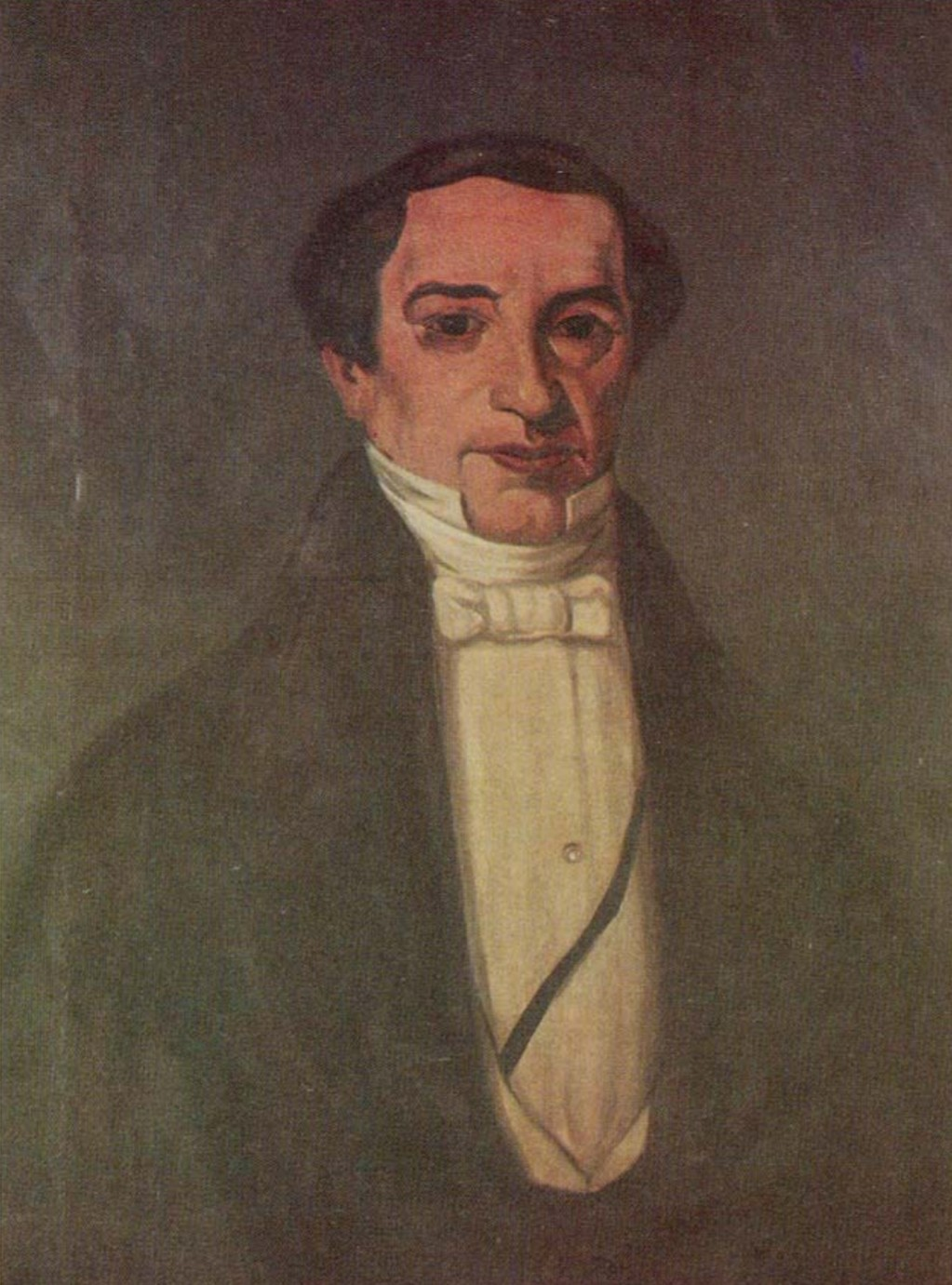

José Manuel de Herrera (Huamantla, 1776 – Puebla, 17 september 1831) was een Mexicaans geestelijke die gestreden heeft voor de onafhankelijkheid van zijn land, en die later minister van Buitenlandse Zaken van Mexico werd.

## Geestelijke
Zijn vader heette José Ignacio Herrera en zijn moeder María Gertrudis Sánchez. In 1803 haalde hij de doctorsgraad in de theologie aan de Universiteit van Mexico. Hij bekleedde geestelijke posten in Santa Ana Acatlán, Guamuxtitlán en Chiautla.

## Onafhankelijkheidsstrijder
Toen Chiautla in 1811 werd aangevallen door de Spanjaarden, koos De Herrera de kant van de rebellen. Hij nam deel aan de expeditie van José María Morelos waarin deze de stad Oaxaca innam. In september 1816 verklaarde De Herrera het eiland Galveston tot Mexicaans eigendom, en stelde de Franse piraat Louis Michel Aury tot gouverneur.

## Journalist en politicus
Hij was afgevaardigde voor Tecpán in het Congres van Chilpancingo. Aan het eind van dit congres ondertekende hij mede de onafhankelijkheidsverklaring van Mexico. Morelos stelde hem aan om onderhandelingen te voeren met de Verenigde Staten. Daarop vertrok De Herrera naar New Orleans. In 1816 keerde hij terug naar Mexico. Na zijn terugkeer werkte hij eerst bij de krant El Correo del Sur, samen met Anastasio Bustamante. In 1821 werd hij door Agustín de Iturbide gevraagd om Mexicano Independiente op te richten, die het belangrijkste orgaan van de Mexicaanse afscheidingsbeweging zou worden.
Hij was de eerste minister van Buitenlandse Zaken, van 5 oktober 1821 tot 10 augustus 1822. In deze periode stuurde hij naar de Secretary of State van de Verenigde Staten een officieel communiqué over de onafhankelijkheid van Mexico, en knoopte hij de formele relaties tussen beide landen aan.
In de jaren '20 was zat hij voor Tlaxcala in de Kamer van Afgevaardigden en tijdens de efemere regeringen van Vicente Guerrero en José María Bocanegra in 1829 was hij minister van Justitie.
- Library of Congress Control Number: n86071663
- Virtual International Authority File: 45782934
- WorldCat: E39PBJbCPKKjgQBt9xKvWdt9Xd